# محمد خير عليوي
محمد خير عليوي (28 مايو 1945) ممثل ومخرج ومؤدي أصوات سوري. شارك في دوبلاج شخصية سليمان كايا (الأحمر) من المسلسل التركي "الأرض الطيبة"

## عن حياته
خصص في المجال المسرحي خاصة مسرح العرائس، حيث حصل على دورات مع خبراء من روسيا ورومانيا في مسرح العرائس، عقب ذلك أشرف على العديد من دورات وزارة الثقافة في دمشق وحلب واليونيسيف، وبعد أن صار خبيرًا أُسند له الإشراف على فرقة مسرح العرائس في دمشق، عقب ذلك أسس فرقة مسرحية للعرائس في دمشق وكذلك فرقة القدس الفلسطينية، إلى جانب عمله كمشرف في شركة (ساما) للدوبلاج، بعدها اتجه إلى الإذاعة وأخرج العديد من الأعمال. ونتيجة جهوده الوفيرة حاز على الكثير من شهادات التقدير من قبل وزارة الثقافة ونقابة الفنانين ومن إدارة اليونيسيف ومن رئيس اللجنة الشعبية في الجماهيرية الليبية. كل هذا إلى جانب مشاركاته الفنية في العديد من المسلسلات والافلام والتي أبرزها مسلسل (وتمضي الأيام) عام 2008.

## أعماله

### في التلفزيون
- وتمضي الايام
- ظل امرأه
- الأرض الطيبة
- أبو المفهومية
- أشياء تشبه الحب

### في السينما
- لعبة الحب والقتل
- الانتقام حُبًّا

### في الدبلجة
- باباي - بلوتو، والد باباي
- السنافر - بابا الوقت
- وداعا ماركو
- أسطورة زورو
- سوبر ماريو - ماريو
- الفرقة م 7

### في المسرح
- الحل الوحيد
- الايدي

### في الإخراج
- مسرحية نجوم في سماء القدس
- مسرحية الغيمة السعيدة
- مسرحية ليلى والحجر
- مسرحية الحب والطفولة

## روابط خارجية
- محمد خير عليوي على موقع قاعدة بيانات الأفلام العربية